# محوال

تستخدم المحاويل في أنظمة الاتصال الإلكترونية لتحويل إشارات الكميات الفيزيائية المختلفة إلي إشارات كهربائية والعكس.
في هذا المثال يعتبر المحول الأول المستقبل للإشارة الصوتية من الفم أنه ميكروفون, في حين يعتبر المحول الثاني المستقبل للإشارة عند الأذن أنه مكبر للصوت. تخرج الإشارة من الفم فتدخل المحوال الأول ليحولها إلى إشارة إلكترونية ثم تدخل إلى معالج للإشارة الكهربائية لتعديل فرق جهدها والتيار، ثم بعد ذلك تدخل إلى جهاز إرسال ليرسلها علي هيئة موجة كهرومغناطيسية ثم يتسلمها مستقبل إشارة ليحولها إلى إشارة كهربائية مرة أخرى تدخل إلى المحول الثاني فيحولها لإشارة صوتية ويكبرها لتستقبلها الأذن.

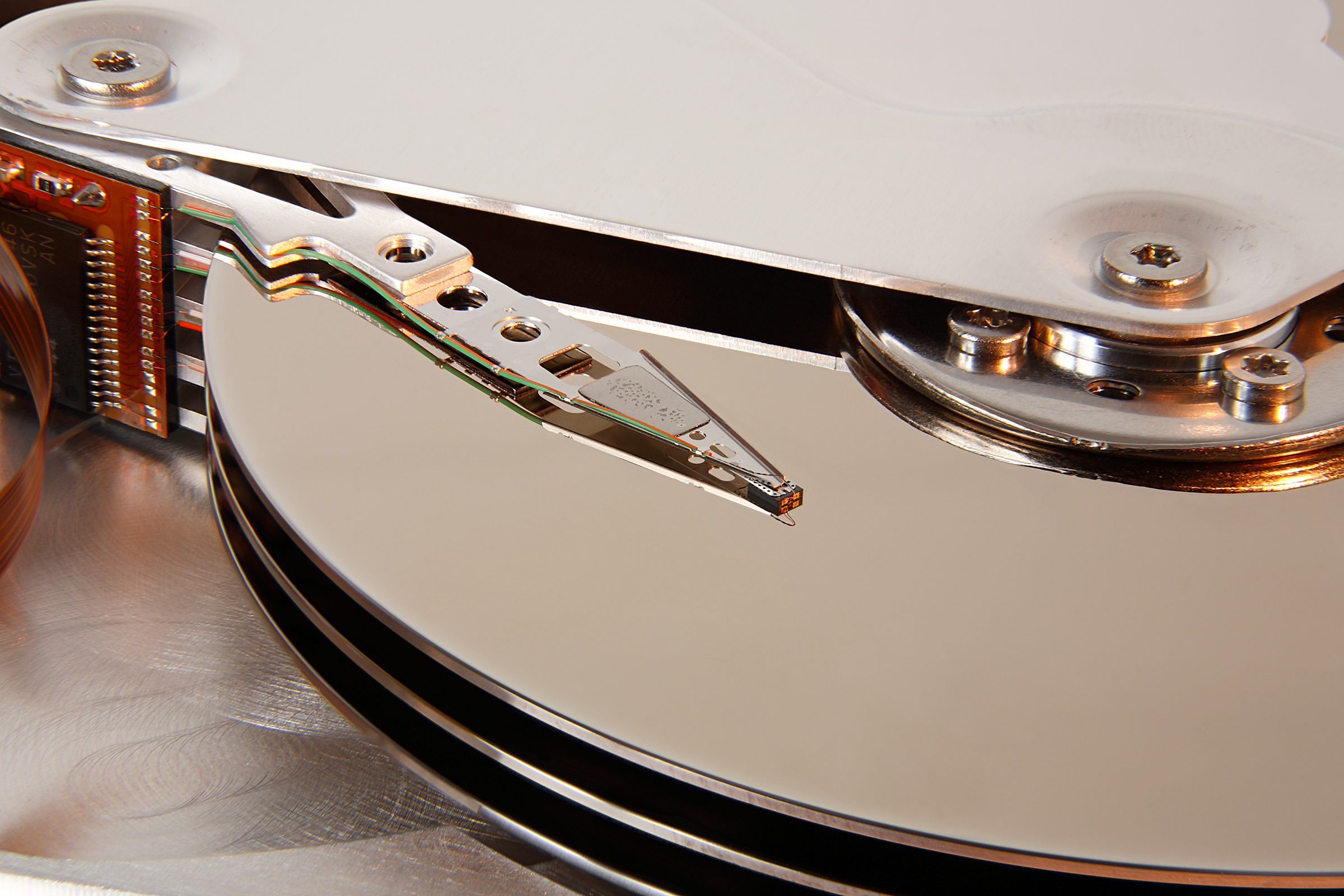
قرص تخزين بيانات مغناطيسي.

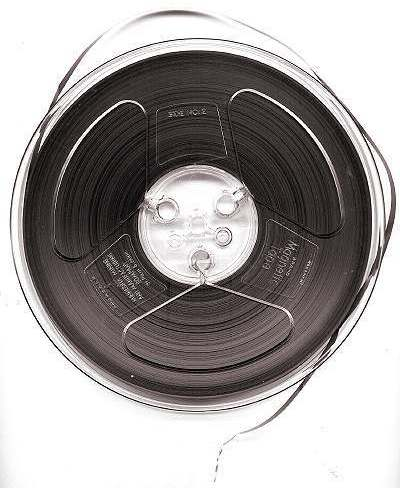
شريط مغناطيسي يٌستخدم في التسجيل الصوتي.

طارة تحتوي علي مغناطيسين يمران بمستعشر تأثير هال.

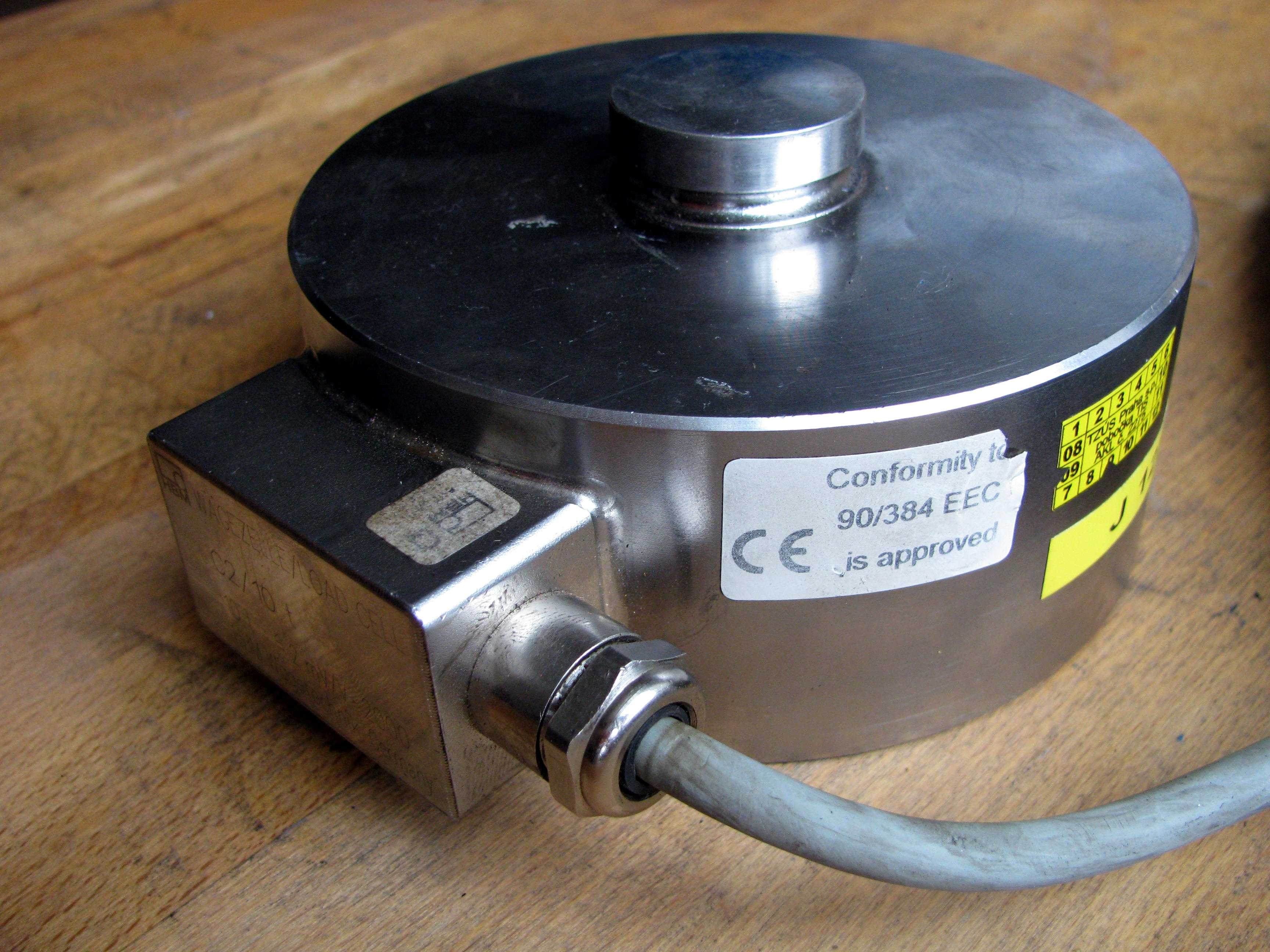
خلية حمل ضغط.

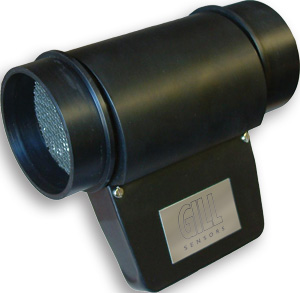
مستشعر ضغط.

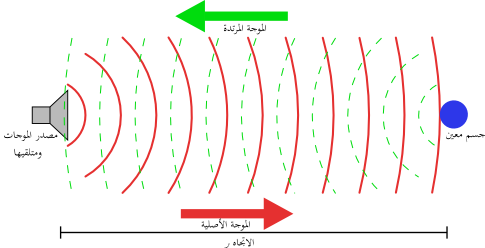
يوضح الشكل موجة جهاز السونار المرسلة باللون الأحمر والمستقبلة بعد الإنعكاس باللون الأخضر وكل من جهاز الإرسال والإستقبال Sender/Receiver والجسم المرصود باللون الأزرق, والمسافة بينهما r.

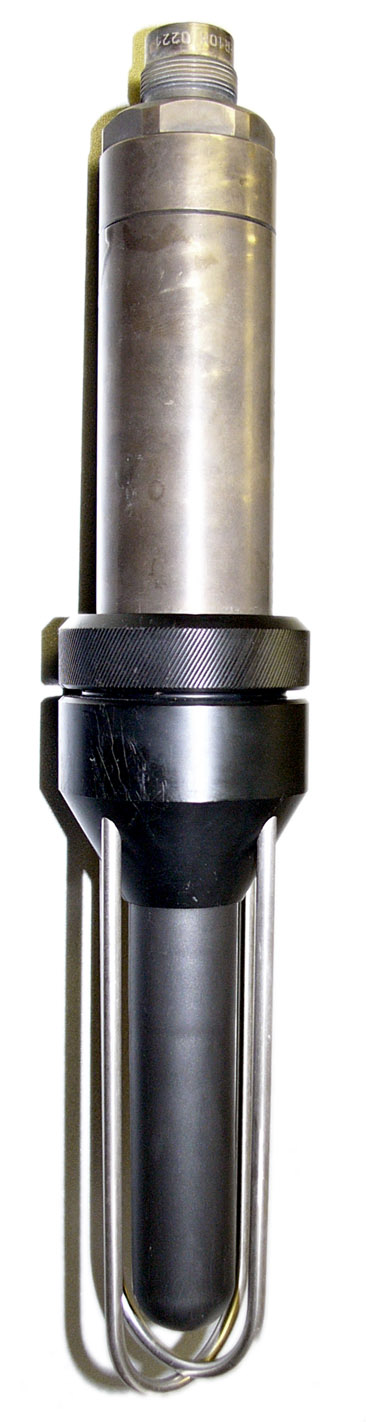
السماعة المائية

المِحوال (الجمع: مَحَاوِيل) أو محوّل طاقة أو مبدّل طاقة أو المُحوْصِل أو محوّل الإشارة (بالإنجليزية: Transducer)‏. تعريفه عام: «وسيلة لتحويل الطاقة من صورة إلى أخرى»، إلا أن المراد غالبا جهاز يحول الطاقة من صورة ميكانيكية إلى كهربية.
في حالات كثيرة غالبا ما تكون الكمية المراد قياسها غير كهربية ولتسجيل أو تداول الكمية المقاسة في عمليات التحكم فإنه يلزم غالبا تحويلها إلى كمية كهربية.

## أنواع المحاويل
تتنوع المحاويل بناء على تصنيفاتها المختلفة كالتالي:

### أساس عملية تحويل الطاقة
يقصد بأساس عملية التحويل نوع الكمية الفيزيائية التي يتم التحويل على أساس التغير في قيمتها، كأن تكون مقاومة كهربية أو سعة كهربية أو غير ذلك.

### التحويل أولي أم ثانوي
بعض وسائل القياس قد تحتوي على أكثر من مرحلة لتحويل الطاقة، وهنا يكون المحول الأولي (بالإنجليزية: Primary Transducer)‏ هو الذي يقوم بأول مرحلة للتحويل.

أما المحول الثانوي (بالإنجليزية: Secondary Transducer)‏ فيقوم بعمليات تحويل تالية أو ثانوية.

### عملية التحويل فعالة أم غير فعالة
عندما تتم عملية التحويل بصورة غير فعالة فإن هذا يعني أن المحولات تحتاج لمصدر طاقة خارجي لإجراء عملية القياس أو تحويل إشارة القياس.

و تعرف المحولات هنا بأنها محولات غير فعالة (بالإنجليزية:  Passive Transducers)‏.

و مثال على ذلك عملية قياس الانفعال (بالإنجليزية: Strain)‏ باستخدام قنطرة هويتستون حيث يلزم وجود مصدر طاقة كهربائية في دائرة القياس.

أما عندما تتم عملية التحويل بصورة فعالة فإن هذا يعني أن المحولات يتم فيها تحويل الطاقة باستخدام الطاقة الموجودة في الإشارة المقاسة نفسها.

و تعرف المحولات هنا بأنها محولات فعالة (بالإنجليزية: Active Transducers)‏.

و مثال على ذلك الازدواج الحراري (بالإنجليزية: Thermocouple)‏ حيث يتولد تيار في دائرة القياس ناتج عن فرق درجات الحرارة.

### التحويلرقميأمتناظري
بعض المحولات يتم فيها تحويل الطاقة تحويل رقمي حيث تكون الإشارة الناتجة فيه متقطعة، وتعرف هذه المحولات بأنها محولات رقمية (بالإنجليزية: Digital Transducers)‏.

أما التحويل التنظاري فتكون الإشارة الناتجة مستمرة، وتعرف المحولات التي يتم فيها تحويل الطاقة تناظريا بأنها محولات تناظرية (بالإنجليزية: Analogue Transducers)‏.

### محول أم محول عكسي
يقصد بمحول الإشارة العكسي (بالإنجليزية: Inverse Transducer)‏ المحول الذي يقوم بتحويل الطاقة الكهربية إلى ميكانيكية، وهذا يتضح في عمليات التحكم، والتي هي من أهم أهداف عملية القياس حيث يقوم المحول العكسي بعمل حركة ميكانيكة ناتجة عن إشارة كهربية.

مثال على ذلك محطات القوى البخارية حيث يتم التحكم في الصمامات أليا عن طريق الهواء المضغوط, و يكون الجزء المسئول عن إدخال الهواء وكميته و توقيته هو المحول العكسي.

## الخصائص المثالية
- مدى القياس كبير.
- إمكانية التكرارية لعملية القياس بشكل كبير.
- ضوضاء منخفضة.
- التخلفية والخطأ في القياس منخفضة مما يعني ارتفاع الدقة.

## التطبيقات

### كهرومغناطيسية
- هوائي (بالإنجليزية: Antena)‏: يحول الموجات الكهرومغناطيسية إلي إشارات كهربية والعكس.
- مخزن مغناطيسي (بالإنجليزية: Magnetic cartridge)‏: تحول الحركة النسبية إلى إشارات كهربية والعكس.
- رأس الشريط المغناطيسي [الإنجليزية] (بالإنجليزية: Tape head)، رأس القرص للقراءة والكتابة المستخدم في شرائط الكاسيت وقرص تخزين البيانات المغناطيسي: يحول المجالات المغناطيسية الموجودة على وسط ممغنط إلى إشارات كهربية والعكس.
- مستشعر تأثير هال [الإنجليزية] (بالإنجليزية: Hall effect sensor)‏: هو محول يغير الجهد الكهربي الخارج منه استجابة ل مجال مغناطيسي ، وتستخدم مستشعرات تاثير هال في تطبيقات تحديد موضع الأجسام و السرعة.

### كهروكيميائية
- عمليات فحص الرقم الهيدروجيني في مقياس الأس الهيدروجيني.
- خلايا الوقود الكهروكيميائية مستشعر الأكسجين الكهربائي الجلفاني [الإنجليزية](بالإنجليزية: Electro-galvanic fuel cell)‏
- مستشعر الهيدروجين [الإنجليزية].

### كهروميكانيكية
تٌسمى عموما الأجهزة الكهربائية ذات الخرج الميكانيكيبالمشغلات الميكانيكية (المحركات) (بالإنجليزية: Actuators)‏, منها على سبيل المثال:
- جهاز مقياس التسارع (بالإنجليزية: Accelerometer)‏.
- مستشعر تدفق الهواء [الإنجليزية].
- بوليمرات نشطة كهربائيا.
- الموتور الدوار ووالماتور الخطي.
- الجلفانومتر.
- محول المتغيرات التفاضلية الخطية ومحول المتغيرات التفاضلية الدوارة: محولات كهربية تستخدم لقياس التغير الخطي والزاوي في الإزاحات.
- خلية الحِمل (بالإنجليزية: Load cell)‏: تحول القوة المؤثرة إلى جهد كهربي بالمللي فولت أو الفولت عن طريق استخدام مقياس الانفعال (بالإنجليزية: Strain gauge)‏.
- أنظمة كهروميكانيكية مصغرة.
- مقياس الجهد (عند استخدامه لتحديد الموضع).
- مستشعر الضغط.
- مقياس الانفعال.
- شريحة قياس الجهد (بالإنجليزية: string potentiometer)‏: محول يستخدم لتحديد وقياس التحرك الخطي والسرعة باستخدام كابل مرن وإسطوانة محملة بزنبرك ومستشعر دوار.
- مستشعر اللمس.
- محول يعمل بالاهتزاز (بالإنجليزية: Vibration powered generator)‏.

### كهروسمعية
- مكبر الصوت و السماعة: يحولان الإشارات الكهربية إلى صوت (إشارة كهربية مكبرة>>مجال مغناطيسيي>> حركة>>ضغط هواء).
- ميكروفون: يحول الموجات الصوتية إلى إشارات كهربية (ضغط هواء>>حركة موصل كهربائي>> مجال مغناطيسيي>>إشارة كهربية).
- اللاقط الموسيقي: يحول حركة الأوتار المعدنية إلى إشارات كهربية.
- محول اللمس: يحول الإشارات الكهربية إلى اهتزازات.
- البلور الكهروضغطي: يحول اهتزازات طبقات البلور الصلبة إلى إشارات كهربية والعكس.
- الميكروفون الأرضي (بالإنجليزية: Geophone)‏: يحول الاهتزازات في القشرة الأرضية إلى جهد كهربي.
- الجرامافون: ضغط هواء>>حركة>>مجال مغناطيسي>>إشارة كهربية.
- الميكروفون المائي (بالإنجليزية: Hydrophone)‏: يحول التغيرات في ضغط الماء إلى إشارات كهربية حيث يسستخدم تحت الماء لسماع وتسجيل الأصوات تحت الماء.
- السونار المستجيب: ضغط ماء>>حركة موصل كهربي أو ملف>>مجال مغناطيسي>>إشارة كهربية.
- جهاز إرسال وإستقبال الموجات الفوق صوتية (بالإنجليزية: Ultrasonic transceiver)‏: يرسل الموجات الفوق صوتية (المحولة من إشارات كهربية) ويستقبلها مرة أخرى بعد إصطدامها بأجسام وانعكاسها بهدف تكوين صور لهذه الأجسام والكشف عنها.

### كهروضوئية
- مصباح الفلورسنت: يحول الطاقة الكهربية إلى ضوء متنافر.
- مصباح وهاج: يحول الطاقة الكهربية إلى ضوء متنافر.
- صمام ثنائي(الدايود) باعث للضوء (بالإنجليزية: Light-emitting diode)‏: يحول الطاقة الكهربية إلى ضوء متنافر.
- صمام ثنائي ليزري (بالإنجليزية: Laser diode)‏: يحول الطاقة الكهربية إلى ضوء متماسك.
- الصمام الثنائي الضوئي، المقاومة الضوئية, الترانزستور الضوئي، المضخم الضوئي: يحولون موجات الضوء المتغيرة إلى إشارات كهربية.
- مكشاف ضوئي أو مقاومة ضوئية: يحول موجات الضوء المتغيرة إلى مقاومة كهربية.
- أنبوب أشعة الكاثود: يحول الإشارات الكهربية إلى إشارات ضوئية مرئية( يستخدم في التلفاز).

### كهروإستاتيك
- مقياس الكهرباء (بالإنجليزية: Electrometer)‏: يقيس الشحنات الكهربية وفرق الجهد الكهربي.

### كهروحراري
- مقاومة تحديد درجة الحرارة: تحول درجات الحرارة إلى إشارة مقاومة كهربية.
- المزدوج الحراري: يحول درجات حرارة الوصلات المعدنية إلى جهد كهربي.
- الثرمستور: مقاومة كهربائية تعتمد درجة مقاومتها بشكل كبير علي درجات الحرارة.

### الإذاعة الصوتية
- أنبوب جايجر-مولر: يحول الإشعاع الأيوني الساقط إلى إشارة كهربية نبضية.
- مستقبل الراديو : يحول الإشارات الكهرومغناطيسية المرسلة إلى إشارات كهربية.
- مرسل الراديو: يحول الإشارات الكهربية إلى إشارات كهرومغناطيسية يتم إرسالها.